# Spider-Man Uniwersum
Spider-Man Uniwersum (oryg. Spider-Man: Into the Spider-Verse) – animowany komputerowo fantastycznonaukowy film akcji o superbohaterze na podstawie serii komiksów o postaci o tym samym imieniu wydawnictwa Marvel Comics. Za reżyserię odpowiadali Bob Persichetti, Peter Ramsey i Rodney Rothman, a scenariusz został napisany przez Rothmana wspólnie z Philem Lordem. W oryginalnej wersji językowej głosów postaciom użyczyli: Shameik Moore, Jake Johnson, Hailee Steinfeld, Mahershala Ali, Brian Tyree Henry, Lily Tomlin, Lauren Vélez, John Mulaney, Kimiko Glenn, Nicolas Cage i Liev Schreiber.
Film opowiada historię Milesa Moralesa, następcy Petera Parkera jako Spider-Mana. 
Światowa premiera miała miejsce 1 grudnia 2018 roku w Los Angeles, natomiast w Polsce film zadebiutował 25 grudnia tego samego roku. Film, przy budżecie 90 milionów dolarów, zarobił ponad 375 milionów. Otrzymał on pozytywne oceny od krytyków i wiele nagród, w tym między innymi Nagrodę Akademii Filmowej za najlepszy film animowany. Jego kontynuacja, Spider-Man: Poprzez multiwersum, pojawiła się w 2023 roku, a jej druga część, Spider-Man: Beyond the Spider-Verse, została zapowiedziana na 2024. W planach również jest spin-off.

## Streszczenie fabuły
Nowojorski nastolatek, Miles Morales, stara się sprostać oczekiwaniom swojego ojca, policjanta Jeffersona Davisa, który uważa Spider-Mana za zagrożenie. Miles przyzwyczaja się do szkoły z internatem i odwiedza wuja Aarona Davisa, który zabiera go na opuszczoną stację metra, aby malować graffiti. Miles zostaje ugryziony przez radioaktywnego pająka i zyskuje podobne do pająka zdolności, zbliżone do tych, które posiada Spider-Man.
Wracając na stację, Miles dostrzega urządzenie zbudowane przez Kingpina, który ma nadzieję uzyskać dostęp do równoległych wszechświatów i przywrócić zmarłą żonę i syna. Miles dostrzega, jak Spider-Man próbuje je wyłączyć, walcząc z ludźmi Kingpina, Zielonym Goblinem i Prowlerem. Spider-Man ratuje Milesa, ale Zielony Goblin wpycha Spider-Mana w urządzenie, co powoduje eksplozję, która zabija Zielonego Goblina i poważnie rani Spider-Mana. Spider-Man daje Milesowi dysk USB, aby wyłączył akcelerator, ostrzegając, że maszyna może zniszczyć miasto, jeśli zostanie ponownie aktywowana. Widząc, jak Kingpin zabija Spider-Mana, Miles ucieka przed Prowlerem.
Kiedy miasto jest pogrążone w żałobie po śmierci Spider-Mana, Miles postanawia uhonorować jego pamięć i zostać nowym superbohaterem. W trakcie testowania swoich zdolności, uszkadza dysk USB. Przy grobie Spider-Mana natrafia na Petera B. Parkera, który jest starszą i zaniedbaną wersją Spider-Mana, który okazuje się pochodzić z innego wymiaru. Po spotkaniu z nim, Miles odkrywa, że posiada zdolność do emitowania bioelektrycznego „jadu”. Parker zgadza się przeszkolić Milesa, w zamian za pomoc w wykradzeniu danych potrzebnych do odtworzenia dysku. Kiedy znajdują się w ośrodku badawczym Kingpina, Miles zauważa, że może stać się niewidzialny. Natrafiają na Olivię Octavius, która stwierdza, że Parker umrze z powodu rozpadu komórkowego, jeżeli nie powróci do swojego wymiaru.
Podczas ucieczki z laboratorium kiedy są ścigani przez Octavius przez las, zostają uratowani przez Gwen Stacy, Spider-Woman z innego wymiaru. Odnajdują ciotkę nieżyjącego Petera, May Parker, która chroni innych superbohaterów z innych wymiarów: Spider-Mana Noir, Peni Parker i Spider-Kwika, którzy również zaczynają zanikać. Miles oferuje, że wyłączy urządzenie Kingpina, aby pozostali mogli wrócić do swoich wymiarów. Jednak wszyscy stwierdzają, że brakuje mu doświadczenia. Załamany Miles postanawia ukryć się w domu Aarona, gdzie odkrywa, że jego wujek to Prowler. Miles wraca do domu May. Okazuje się, że Peni udało się utworzyć nowy dysk. Kingpin, Prowler, Octavius, Scorpion i Tombstone wyruszają za Milesem, który po schwytaniu przez Aarona i zdejmuje maskę. Aaron odmawia zabicia Milesa i zostaje śmiertelnie postrzelony przez Kingpina. Miles ucieka z Aaronem, który każe mu iść dalej, zanim umrze z powodu odniesionych obrażeń. Jefferson przybywa na miejsce zdarzenia, a Miles ucieka, co sprawia, że jego ojciec sądzi, że to Spider-Man zabił Aarona.
Superbohaterowie spotykają się w akademiku Milesa, gdzie opracowują strategię. Parker obezwładnia Milesa, aby zapewnić mu bezpieczeństwo i decyduje się poświęcić dezaktywując maszynę, po tym jak pozostali wrócą do domów. Jefferson pojawia się pod drzwiami syna. Zakładając, że Miles nie chce z nim rozmawiać, przeprasza syna za swoje błędy. Dzięki swoim mocom, Milesowi udaje się uwolnić i udaje się do May, gdzie ulepsza swój kostium. Dołącza do reszty superbohaterów, pokonuje strażników Kingpina i używa dysku USB, aby odesłać swoich towarzyszy do ich wymiarów. Kingpin walczy ze Spider-Manem, co przykuwa uwagę Jeffersona, który uświadamia sobie, że nie jest on wrogiem i zaczyna mu kibicować. Miles paraliżuje Kingpina bioelektrycznym jadem, rzuca nim, aby wyłączyć urządzenie, niszcząc je.
Kingpin i jego ludzie zostają aresztowani, a Jefferson uznaje Spider-Mana za bohatera. Miles postanawia wziąć na siebie obowiązki związane z nowym życiem. W swoich własnych wymiarach pozostali superbohaterowie wracają do swojego życia. Parker planuje naprawić swój związek z Mary Jane, a Gwen odnajduje sposób, aby kontaktować się z Milesem pomiędzy wymiarami.
W innym wymiarze Miguel O’Hara przybywa do Nowego Jorku z 1967 roku i sprzecza się ze Spider-Manem z tego uniwersum.

## Obsada
| Polski dubbing |
| • Mateusz Narloch jako Miles Morales / Spider-Man • Przemysław Stippa jako Peter B. Parker / Spider-Man • Magdalena Herman-Urbańska jako Gwen Stacy / Spider-Gwen • Paweł Ciołkosz jako Aaron Davis / Prowler • Jakub Wieczorek jako Jefferson Davis • Joanna Węgrzynowska-Cybińska jako May Parker • Katarzyna Łaska jako Rio Morales • Mateusz Weber jako Peter Porker / Spider-Kwik • Joanna Pach jako Peni Parker / SP//dr • Przemysław Glapiński jako Peter Parker / Spider-Man Noir • Zbigniew Konopka jako Wilson Fisk / Kingpin |

- Shameik Moore jako Miles Morales / Spider-Man, nastolatek z Brooklynu, który zyskuje pajęcze zdolności w wyniku ugryzienia przez genetycznie zmodyfikowanego pająka[4].
- Jake Johnson jako Peter B. Parker / Spider-Man, mentor Milesa Moralesa, który jest Spider-Manem z innego uniwersum[5].
- Hailee Steinfeld jako Gwen Stacy / Spider-Gwen, superbohaterka posiadająca pajęcze zdolności[6].
- Mahershala Ali jako Aaron Davis / Prowler, wujek Milesa Moralesa i przestępca pracujący dla Fiska[7].
- Brian Tyree Henry jako Jefferson Davis, ojciec Milesa Moralesa, policjant[7].
- Lily Tomlin jako May Parker, ciocia Petera Parkera, która w świecie w świecie Petera B. Parkera nie żyje, a w świecie Moralesa daje schronienie osobom z pajęczymi zdolnościami[6].
- Lauren Vélez jako Rio Morales, matka Milesa Moralesa, pielęgniarka[6].
- John Mulaney jako Peter Porker / Spider-Kwik, zwierzęca wersja Spider-Mana, która pochodzi z antropomorficznego świata. Jest on pająkiem ugryzionym przez radioaktywną świnię[8].
- Kimiko Glenn jako Peni Parker / SP//dr, nastolatka amerykańsko-japońskiego pochodzenia ze świata anime obsługująca biomechanicznego robota i posiadająca telepatyczną więź z radioaktywnym pająkiem[8].
- Nicolas Cage jako Peter Parker / Spider-Man Noir, wersja Spider-Mana z czarno-białego uniwersum lat trzydziestych XX wieku[8].
- Liev Schreiber jako Wilson Fisk / Kingpin, groźny przestępca i właściciel Alchemaxu[6].

W wersji oryginalnej głosów użyczyli również: Zoë Kravitz jako Mary Jane Watson, żona Parkera w uniwersum Moralesa, a była żona w świecie B. Parkera; Kathryn Hahn jako Olivia „Liv” Octavius / Doctor Octopus, główny naukowiec i prezes Alchemaxu; Chris Pine jako Peter Parker / Spider-Man, wersja Parkera z uniwersum Moralesa; Lake Bell jako Vanessa Fisk, żona Wilsona Fiska oraz Jorma Taccone jako Norman Osborn / Green Goblin, Marvin Jones III jako Tombstone i Joaquín Cosío jako Scorpion, przestępcy pracujący dla Kingpina.
W roli cameo pojawił się pośmiertnie Stan Lee, twórca komiksów Marvel Comics jako sprzedawca o imieniu Stan, który sprzedał Moralesowi kostium Spider-Mana.

## Produkcja

### Rozwój projektu
W listopadzie 2014 roku pojawiły się pierwsze informacje na temat animowanego filmu przygotowywanego przez duet scenarzystów Phila Lorda i Christophera Millera. W kwietniu 2015 roku, podczas CinemaCon, Tom Rothman, szef Sony, poinformował, że animowany film będzie miał premierę 20 lipca 2018 roku, a jego producentami będą Lord i Miller oraz Avi Arad, Matt Tolmach i Amy Pascal. Poinformowano również, że film jest niezależny od powstałych filmów aktorskich o Spider-Manie. 
W grudniu tego samego roku studio przeniosło datę amerykańskiej premiery na 21 grudnia 2018. W lipcu 2016 roku ujawniono, że scenariusz stworzony przez Lorda jest gotowy, a na stanowisku reżysera został zatrudniony Bob Persichetti. W tym samym czasie pojawiły się pierwsze informacje, że film ma opowiadać o Milesie Moralesie, co studio potwierdziło w styczniu 2017 roku. Poinformowano wtedy również, że współreżyserem filmu został Peter Ramsey. Miesiąc później poinformowano, że przy scenariuszu pracował również Alex Hirsch, a Tolmach został zastąpiony przez Christinę Steinberg na stanowisku jednego z producentów. W kwietniu 2017 roku studio przesunęło datę premiery o tydzień wcześniej, na 14 grudnia 2018. W grudniu 2017 roku ujawniono, że film będzie nosił tytuł Spider-Man: Into the Spider-Verse i pojawi się w nim kilka inkarnacji postaci Spider-Mana. W tym samym miesiącu ujawniono również, że Rodney Rothman jest trzecim współreżyserem filmu. 

### Casting

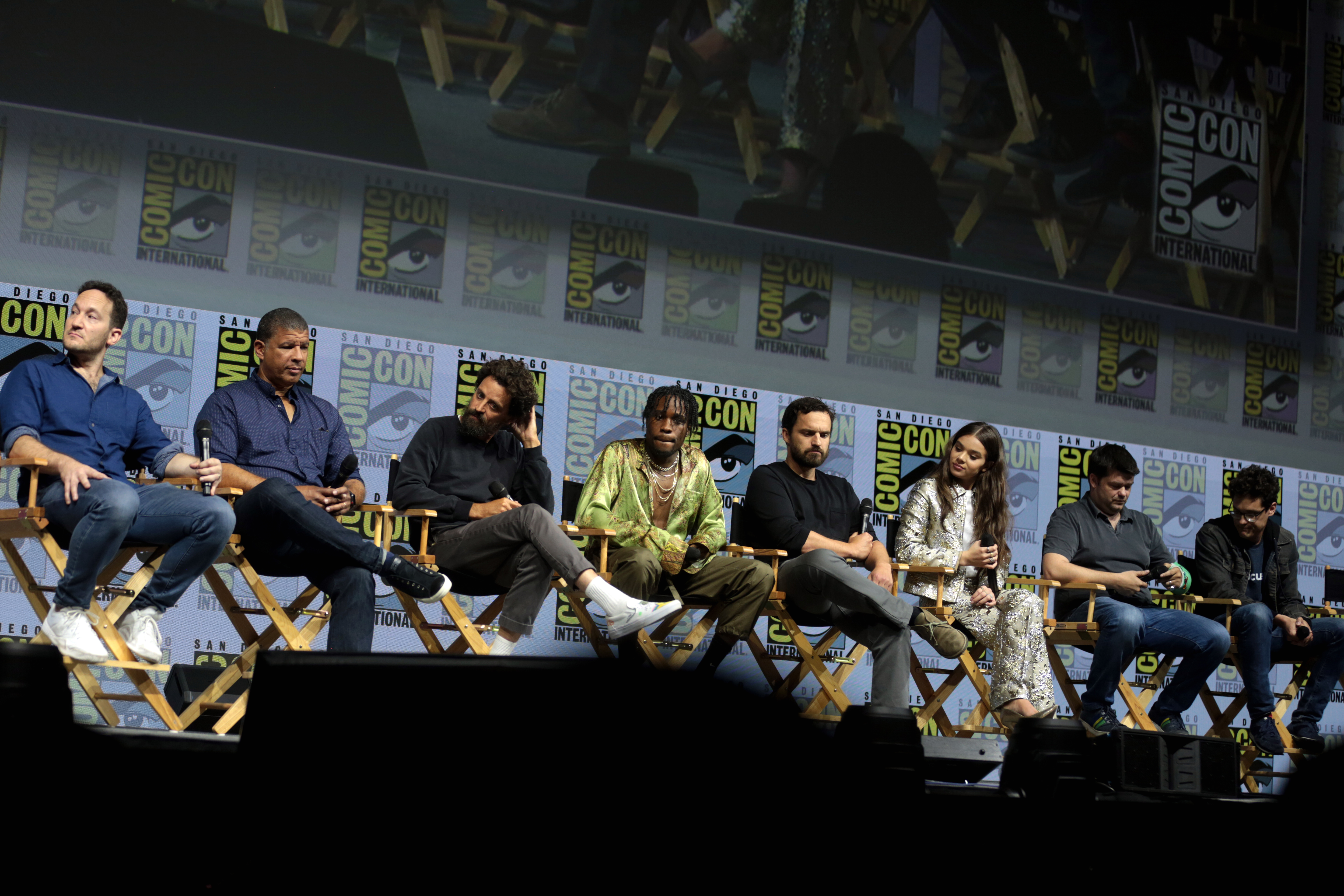
Obsada i twórcy podczas panelu na San Diego Comic-Conie w 2018 roku

W kwietniu 2017 roku w roli Milesa Moralesa został obsadzony Shameik Moore oraz Liev Schreiber w roli złoczyńcy. W następnym miesiącu do obsady dołączyli Mahershala Ali jako Aaron Davis i Brian Tyree Henry jako Jefferson Davis. W grudniu tego samego roku Lord i Miller ujawnili, że w filmie pojawi się dorosły Peter Parker / Spider-Man jako mentor Moralesa, w tej roli został obsadzony Jake Johnson w kwietniu 2018 roku. Wtedy też poinformowano, że w filmie pojawią się postaci Zielonego Goblina, Kingpina i Prowlera. W lipcu 2018 roku poinformowano, że Schreiber zagra Kingpina oraz do obsady dołączyli Hailee Steinfeld jako Spider-Gwen, Luna Lauren Velez Rio Morales i Lily Tomlin jako May Parker.

## Muzyka
W lipcu 2018 roku poinformowano, że Daniel Pemberton skomponuje muzykę do filmu. Ścieżka dźwiękowa Spider-Man: Into the Spider-Verse (Original Score) z muzyką Pembertona został wydany 17 grudnia 2018 roku przez Sony Classical Records. Album koncepcyjny Spider-Man: Into the Spider-Verse (Soundtrack From & Inspired by the Motion Picture) wydano 14 grudnia tego samego roku przez Republic Records. Natomiast 20 grudnia tego samego roku został wydany świąteczny album A Very Spidey Christmas.
| Spider-Man: Into the Spider-Verse (Soundtrack From & Inspired by the Motion Picture) – 2018 | Spider-Man: Into the Spider-Verse (Soundtrack From & Inspired by the Motion Picture) – 2018 | Spider-Man: Into the Spider-Verse (Soundtrack From & Inspired by the Motion Picture) – 2018 | Spider-Man: Into the Spider-Verse (Soundtrack From & Inspired by the Motion Picture) – 2018 | Spider-Man: Into the Spider-Verse (Soundtrack From & Inspired by the Motion Picture) – 2018 |
| Nr                                                                                          | Tytuł utworu                                                                                | Wykonawca                                                                                   | Uwagi                                                                                       | Długość                                                                                     |
| ------------------------------------------------------------------------------------------- | ------------------------------------------------------------------------------------------- | ------------------------------------------------------------------------------------------- | ------------------------------------------------------------------------------------------- | ------------------------------------------------------------------------------------------- |
| 1.                                                                                          | „What's Up Danger”                                                                          | Blackway, Black Caviar                                                                      |                                                                                             | 3:42                                                                                        |
| 2.                                                                                          | „Sunflower (Spider-Man: Into the Spider-Verse)”                                             | Post Malone, Swae Lee                                                                       |                                                                                             | 2:38                                                                                        |
| 3.                                                                                          | „Way Up”                                                                                    | Jaden Smith                                                                                 |                                                                                             | 2:33                                                                                        |
| 4.                                                                                          | „Familia (Spider-Man: Into the Spider-Verse)”                                               | Nicki Minaj, Anuel AA, Bantu                                                                |                                                                                             | 2:54                                                                                        |
| 5.                                                                                          | „Invincible”                                                                                | Aminé                                                                                       |                                                                                             | 3:16                                                                                        |
| 6.                                                                                          | „Start a Riot”                                                                              | Duckwrth, Shaboozey                                                                         |                                                                                             | 2:51                                                                                        |
| 7.                                                                                          | „Hide”                                                                                      | Juice Wrld, Seezyn                                                                          |                                                                                             | 3:25                                                                                        |
| 8.                                                                                          | „Memories”                                                                                  | Thutmose                                                                                    |                                                                                             | 3:19                                                                                        |
| 9.                                                                                          | „Save the Day”                                                                              | Ski Mask the Slump God, Jacquees, Coi Leray, LouGotCash                                     |                                                                                             | 2:58                                                                                        |
| 10.                                                                                         | „Let Go”                                                                                    | Beau Young Prince                                                                           |                                                                                             | 2:57                                                                                        |
| 11.                                                                                         | „Scared of the Dark”                                                                        | Lil Wayne, Ty Dolla Sign, XXXTentacion                                                      |                                                                                             | 3:52                                                                                        |
| 12.                                                                                         | „Elevate”                                                                                   | DJ Khalil, Denzel Curry, YBN Cordae, SwaVay, Trevor Rich                                    |                                                                                             | 3:39                                                                                        |
| 13.                                                                                         | „Home”                                                                                      | Vince Staples                                                                               |                                                                                             | 3:31                                                                                        |
| 14.                                                                                         | „Sunflower (Remix)”                                                                         | Post Malone, Swae Lee, Nicky Jam, Prince Royce                                              | Deluxe Edition                                                                              | 3:30                                                                                        |
| 15.                                                                                         | „Scared of the Dark (Remix)”                                                                | Lil Wayne, Ty Dolla Sign, Ozuna, XXXTentacion                                               | Deluxe Edition                                                                              | 5:05                                                                                        |
|                                                                                             |                                                                                             |                                                                                             |                                                                                             | 50:10                                                                                       |

| Spider-Man: Into the Spider-Verse (Original Score) – 2018 | Spider-Man: Into the Spider-Verse (Original Score) – 2018 | Spider-Man: Into the Spider-Verse (Original Score) – 2018 | Spider-Man: Into the Spider-Verse (Original Score) – 2018 |
| Nr                                                        | Tytuł utworu                                              | Autor                                                     | Długość                                                   |
| --------------------------------------------------------- | --------------------------------------------------------- | --------------------------------------------------------- | --------------------------------------------------------- |
| 1.                                                        | „Into the Spider-Verse”                                   | D. Pemberton                                              | 0:59                                                      |
| 2.                                                        | „Only One Spider-Man”                                     | D. Pemberton                                              | 2:13                                                      |
| 3.                                                        | „Visions Brooklyn 1, 2, 3”                                | D. Pemberton                                              | 3:17                                                      |
| 4.                                                        | „Security Guard”                                          | D. Pemberton                                              | 1:06                                                      |
| 5.                                                        | „Comic Book”                                              | D. Pemberton                                              | 0:44                                                      |
| 6.                                                        | „Green Goblin Fight”                                      | D. Pemberton                                              | 2:12                                                      |
| 7.                                                        | „The Amazing Spider-Man”                                  | D. Pemberton                                              | 1:56                                                      |
| 8.                                                        | „The Collider”                                            | D. Pemberton                                              | 1:14                                                      |
| 9.                                                        | „Destiny”                                                 | D. Pemberton                                              | 2:46                                                      |
| 10.                                                       | „Escape the Subway”                                       | D. Pemberton                                              | 1:56                                                      |
| 11.                                                       | „Mi Amor”                                                 | D. Pemberton                                              | 1:19                                                      |
| 12.                                                       | „Spider-Training”                                         | D. Pemberton                                              | 1:23                                                      |
| 13.                                                       | „Rest In Peace”                                           | D. Pemberton                                              | 1:20                                                      |
| 14.                                                       | „My Name Is Peter B. Parker”                              | D. Pemberton                                              | 0:52                                                      |
| 15.                                                       | „For The Love of MJ”                                      | D. Pemberton                                              | 0:38                                                      |
| 16.                                                       | „Peter Enters the Spider-Verse”                           | D. Pemberton                                              | 1:36                                                      |
| 17.                                                       | „Cemetery Splat”                                          | D. Pemberton                                              | 0:37                                                      |
| 18.                                                       | „Catch the S Train”                                       | D. Pemberton                                              | 1:55                                                      |
| 19.                                                       | „Quantum Physics”                                         | D. Pemberton                                              | 1:20                                                      |
| 20.                                                       | „Gimme the Goober”                                        | D. Pemberton                                              | 1:15                                                      |
| 21.                                                       | „Alchemax Infiltration Plan”                              | D. Pemberton                                              | 1:47                                                      |
| 22.                                                       | „Alchemax Arrives”                                        | D. Pemberton                                              | 2:17                                                      |
| 23.                                                       | „Spider-Man Science”                                      | D. Pemberton                                              | 2:06                                                      |
| 24.                                                       | „Take the Computer and Run”                               | D. Pemberton                                              | 1:25                                                      |
| 25.                                                       | „Are You Ready to Swing?”                                 | D. Pemberton                                              | 3:09                                                      |
| 26.                                                       | „Gwen Enters the Spider-Verse”                            | D. Pemberton                                              | 0:46                                                      |
| 27.                                                       | „Kingpin Clicks”                                          | D. Pemberton                                              | 1:37                                                      |
| 28.                                                       | „Aunt May and the Spider-Shed”                            | D. Pemberton                                              | 3:54                                                      |
| 29.                                                       | „The Prowler”                                             | D. Pemberton                                              | 2:45                                                      |
| 30.                                                       | „Breakdown the House...”                                  | D. Pemberton                                              | 2:27                                                      |
| 31.                                                       | „...and Tear off the Roof”                                | D. Pemberton                                              | 2:30                                                      |
| 32.                                                       | „On Your Way”                                             | D. Pemberton                                              | 2:18                                                      |
| 33.                                                       | „The Team Leaves”                                         | D. Pemberton                                              | 1:57                                                      |
| 34.                                                       | „This Spark in You”                                       | D. Pemberton                                              | 2:10                                                      |
| 35.                                                       | „Spider-Team Mission”                                     | D. Pemberton                                              | 1:44                                                      |
| 36.                                                       | „MJ In the Restaurant”                                    | D. Pemberton                                              | 0:54                                                      |
| 37.                                                       | „Suicide Squad”                                           | D. Pemberton                                              | 1:46                                                      |
| 38.                                                       | „Miles Morales Returns”                                   | D. Pemberton                                              | 3:45                                                      |
| 39.                                                       | „Saying Goodbye”                                          | D. Pemberton                                              | 1:49                                                      |
| 40.                                                       | „Shut It Down”                                            | D. Pemberton                                              | 1:15                                                      |
| 41.                                                       | „Kingpin Fight”                                           | D. Pemberton                                              | 2:59                                                      |
| 42.                                                       | „Shoulder Touch”                                          | D. Pemberton                                              | 2:33                                                      |
| 43.                                                       | „Aftermath”                                               | D. Pemberton                                              | 1:26                                                      |
| 44.                                                       | „Spider-Man Loves You”                                    | D. Pemberton                                              | 1:51                                                      |
|                                                           |                                                           |                                                           | 1:21:48                                                   |

| A Very Spidey Christmas – 2018 | A Very Spidey Christmas – 2018                  | A Very Spidey Christmas – 2018 | A Very Spidey Christmas – 2018 |
| Nr                             | Tytuł utworu                                    | Wykonawca                      | Długość                        |
| ------------------------------ | ----------------------------------------------- | ------------------------------ | ------------------------------ |
| 1.                             | „Joy to the World”                              | Shameik Moore                  | 1:40                           |
| 2.                             | „Spidey-Bells (A Hero’s Lament)”                | Chris Pine                     | 2:41                           |
| 3.                             | „Deck the Halls”                                | Jake Johnson                   | 2:05                           |
| 4.                             | „Up on the House Top”                           | Chris Pine                     | 1:45                           |
| 5.                             | „The Night Before Christmas 1967 (Spoken Word)” | Jorma Taccone                  | 2:45                           |
|                                |                                                 |                                | 10:56                          |

## Wydanie
Światowa premiera miała miejsce 1 grudnia 2018 roku w Los Angeles. W wydarzeniu uczestniczyła obsada i twórcy filmu, oraz zaproszeni goście. Premierze tej towarzyszył czerwony dywan oraz szereg konferencji prasowych.
Dla szerszej publiczności w Stanach Zjednoczonych film zadebiutował 14 grudnia 2018 roku, natomiast w Polsce premiera odbyła się 25 grudnia tego samego roku.
Początkowo amerykańska premiera była zapowiedziana na 20 lipca 2018 roku, a później na 21 grudnia tego samego roku.
Film został wydany w wersji cyfrowej 26 lutego 2019 roku, a 19 marca na DVD i Blu-ray w Stanach Zjednoczonych. Natomiast w Polsce zostanie on wydany 10 maja tego samego roku. Wśród dodatków znajduje się film krótkometrażowy Caught in a Ham oraz 30 minut dłuższą wersję filmu Alt-Universe Cut zawierającą między innymi występy cameo Toma Cruise’a i Jamesa Camerona.

## Odbiór

### Box office
Spider-Man Uniwersum, przy budżecie 90 milionów dolarów, zarobił ponad 375 milionów, z czego ponad 190 milionów w Stanach Zjednoczonych i Kanadzie.
Kilka dni przed premierą filmu, prognozy zakładały wynik na poziomie 30-35 milionów dolarów w weekend otwarcia w Stanach Zjednoczonych i Kanadzie. Ostatecznie film zarobił tam wtedy trochę ponad 35 milionów dolarów, ustanawiając rekord grudniowego otwarcia dla filmu animowanego. W Polsce film zarobił w weekend otwarcia ponad 600 tysięcy dolarów, a w sumie prawie 2 miliony.

### Krytyka w mediach
Film spotkał się z dobrą reakcją krytyków. W serwisie Rotten Tomatoes 97% z 401 recenzji filmu uznano za pozytywne, a średnia ocen wystawionych na ich podstawie wyniosła 8,80 na 10. Na portalu Metacritic średnia ocen z 50 recenzji wyniosła 87 punktów na 100. Natomiast według serwisu CinemaScore publiczność przyznała mu najwyższą ocenę „A+” w skali od F do A+.

### Nagrody i nominacje
| Rok  | Ceremonia                                     | Kategoria                                                                           | Nominowani                                                                                            | Rezultat   | Przypis |
| ---- | --------------------------------------------- | ----------------------------------------------------------------------------------- | --- | ---------- | ------- |
| 2018 | New York Film Critics Circle Awards           | Najlepszy film animowany                                                            | Spider-Man Uniwersum                                                                                  | Wygrana    | [ 39 ]  |
| 2018 | Washington D.C. Area Film Critics Association | Najlepszy film animowany                                                            | Spider-Man Uniwersum                                                                                  | Nominacja  | [ 40 ]  |
| 2018 | Washington D.C. Area Film Critics Association | Najlepsza rola głosowa w filmie animowanym                                          | Shameik Moore                                                                                         | Nominacja  | [ 40 ]  |
| 2018 | Chicago Film Critics Awards                   | Najlepszy film animowany                                                            | Spider-Man Uniwersum                                                                                  | Wygrana    | [ 41 ]  |
| 2018 | San Francisco Film Critics Circle             | Najlepszy film animowany                                                            | Spider-Man Uniwersum                                                                                  | Wygrana    | [ 42 ]  |
| 2018 | San Diego Film Critics Society                | Najlepszy film animowany                                                            | Spider-Man Uniwersum                                                                                  | Nominacja  | [ 43 ]  |
| 2018 | African-American Film Critics Association     | Najlepszy film animowany                                                            | Spider-Man Uniwersum                                                                                  | Wygrana    | [ 44 ]  |
| 2018 | St. Louis Film Critics Association            | Najlepszy film animowany                                                            | Spider-Man Uniwersum                                                                                  | Wygrana    | [ 45 ]  |
| 2018 | Houston Film Critics Society                  | Najlepszy film animowany                                                            | Spider-Man Uniwersum                                                                                  | Wygrana    | [ 46 ]  |
| 2018 | Seattle Film Critics Society                  | Najlepszy film animowany                                                            | Spider-Man Uniwersum                                                                                  | Wygrana    | [ 47 ]  |
| 2018 | Złote Globy                                   | Najlepszy pełnometrażowy film animowany                                             | Spider-Man Uniwersum                                                                                  | Wygrana    | [ 48 ]  |
| 2018 | Alliance of Women Film Journalists            | Najlepszy film animowany                                                            | Spider-Man Uniwersum                                                                                  | Wygrana    | [ 49 ]  |
| 2018 | Alliance of Women Film Journalists            | Najlepszy animowana rola kobieca                                                    | Hailee Steinfeld                                                                                      | Nominacja  | [ 49 ]  |
| 2018 | Golden Tomato Awards                          | Najlepszy film w szerokiej dystrybucji                                              | Spider-Man Uniwersum                                                                                  | 4. miejsce | [ 50 ]  |
| 2018 | Golden Tomato Awards                          | Najlepszy film animowany                                                            | Spider-Man Uniwersum                                                                                  | Wygrana    | [ 50 ]  |
| 2018 | Critics’ Choice Movie Awards                  | Najlepszy film animowany                                                            | Spider-Man Uniwersum                                                                                  | Wygrana    | [ 51 ]  |
| 2018 | Amerykańska Gildia Producentów Filmowych      | Najlepszy producent w kinowym filmie animowanym                                     | Spider-Man Uniwersum – Avi Arad, Phil Lord, Christopher Miller, Amy Pascal, Christina Steinberg       | Wygrana    | [ 52 ]  |
| 2018 | Annie Awards                                  | Najlepszy film animowany                                                            | Spider-Man Uniwersum                                                                                  | Wygrana    | [ 53 ]  |
| 2018 | Annie Awards                                  | Najlepsze indywidualne osiągnięcie: animacja postaci                                | David Han                                                                                             | Wygrana    | [ 53 ]  |
| 2018 | Annie Awards                                  | Najlepsze indywidualne osiągnięcie: konstrukcja postaci w animowanym filmie kinowym | Shiyoon Kim                                                                                           | Wygrana    | [ 53 ]  |
| 2018 | Annie Awards                                  | Najlepsze indywidualne osiągnięcie: montaż                                          | Bob Fisher, Andrew Leviton i Vivek Sharma                                                             | Wygrana    | [ 53 ]  |
| 2018 | Annie Awards                                  | Najlepsze indywidualne osiągnięcie: reżyseria                                       | Bob Persichetti, Peter Ramsey, Rodney Rothman                                                         | Wygrana    | [ 53 ]  |
| 2018 | Annie Awards                                  | Najlepsze indywidualne osiągnięcie: scenariusz                                      | Phil Lord, Rodney Rothman                                                                             | Wygrana    | [ 53 ]  |
| 2018 | Annie Awards                                  | Najlepsze indywidualne osiągnięcie: scenografia                                     | Justin Thompson                                                                                       | Wygrana    | [ 53 ]  |
| 2018 | Amerykańska Gildia Scenografów                | Najlepsza scenografia w filmie animowanym                                           | Justin Thompson                                                                                       | Nominacja  | [ 54 ]  |
| 2018 | VES Awards                                    | Najlepsze efekty specjalne w filmie animowanym                                      | Joshua Beveridge, Christian Hejnal, Danny Dimian, Bret St. Clair                                      | Wygrana    | [ 55 ]  |
| 2018 | VES Awards                                    | Najlepsza animacja postaci w filmie animowanym                                      | Marcos Kang, Chad Belteau, Humberto Rosa, Julie Bernier Gosselin                                      | Wygrana    | [ 55 ]  |
| 2018 | VES Awards                                    | Najlepsze wykreowane środowisko w filmie animowanym                                 | Terry Park, Bret St. Clair, Kimberly Liptrap, Dave Morehead                                           | Wygrana    | [ 55 ]  |
| 2018 | VES Awards                                    | Najlepsze symulacje w filmie animowanym                                             | Ian Farnsworth, Pav Grochola, Simon Corbaux, Brian D. Casper                                          | Wygrana    | [ 55 ]  |
| 2018 | Black Reel Awards                             | Najlepsza rola głosem                                                               | Shameik Moore                                                                                         | Wygrana    | [ 56 ]  |
| 2018 | Black Reel Awards                             | Najlepsza rola głosem                                                               | Mahershala Ali                                                                                        | Nominacja  | [ 56 ]  |
| 2018 | Black Reel Awards                             | Najlepsza rola głosem                                                               | Brian Tyree Henry                                                                                     | Nominacja  | [ 56 ]  |
| 2018 | Nagroda Brytyjskiej Akademii Filmowej         | Najlepszy film animowany                                                            | Spider-Man Uniwersum                                                                                  | Wygrana    | [ 57 ]  |
| 2018 | Cinema Audio Society Awards                   | Najlepszy montaż dźwięku w filmie animowanym                                        | Brian Smith, Aaron Hasson, Howard London, Michael Semanick, Tony Lamberti, Sam Okell, Randy K. Singer | Nominacja  | [ 58 ]  |
| 2018 | Golden Reel Awards                            | Najlepszy montaż dźwięku w filmie animowanym                                        | Spider-Man Uniwersum                                                                                  | Wygrana    | [ 59 ]  |
| 2018 | Golden Reel Awards                            | Najlepszy montaż tła muzycznego w filmie pełnometrażowym                            | Spider-Man Uniwersum                                                                                  | Wygrana    | [ 59 ]  |
| 2018 | Nagroda Akademii Filmowej                     | Najlepszy pełnometrażowy film animowany                                             | Spider-Man Uniwersum                                                                                  | Wygrana    | [ 60 ]  |
| 2018 | Gold Derby Awards                             | Najlepszy film                                                                      | Spider-Man Uniwersum                                                                                  | Nominacja  | [ 61 ]  |
| 2018 | Gold Derby Awards                             | Najlepszy film animowany                                                            | Spider-Man Uniwersum                                                                                  | Wygrana    | [ 61 ]  |
| 2018 | Kids’ Choice Awards                           | Ulubiony film animowany                                                             | Spider-Man Uniwersum                                                                                  | Nominacja  | [ 62 ]  |
| 2018 | Kids’ Choice Awards                           | Ulubiony aktor głosowy w filmie animowanym                                          | Shameik Moore                                                                                         | Nominacja  | [ 62 ]  |
| 2018 | Kids’ Choice Awards                           | Ulubiony aktorka głosowa w filmie animowanym                                        | Hailee Steinfeld                                                                                      | Nominacja  | [ 62 ]  |

## Kontynuacja i spin-off
Pod koniec listopada 2018 roku ujawniono, że studio pracuje zarówno nad kontynuacją, jak i nad spin-offem filmu. Joaquim Dos Santos został zatrudniony na stanowisku reżysera kontynuacji, a David Callaham jako jej scenarzysta. Ma ona opowiadać dalszą historię Milesa Moralesa. Spin-off natomiast ma się koncentrować wokół kobiecych postaci uniwersum, takich jak Spider-Gwen, Spider-Woman i Silk. Za jego scenariusz ma odpowiadać Bek Smith, a Lauren Montgomery jest brana pod uwagę na stanowisku reżysera. Sony rozważa również serię krótkometrażówek o Spider-Kwiku oraz telewizyjny serial animowany koncentrujący się na postaciach z filmu. W kwietniu 2019 roku Phil Lord i Christopher Miller podpisali kontrakt z Sony Pictures Television dotyczący stworzenia seriali animowanych. 
Na początku listopada 2019 roku studio wyznaczyło datę amerykańskiej premiery sequela na 8 kwietnia 2022 roku później została ona przesunięta na 7 października w związku z pandemią koronawirusa, a następnie na 2 czerwca 2023. W grudniu 2021 roku ujawniono, tytuł kontynuacji, Spider-Man: Poprzez multiwersum. Poinformowano również, że równocześnie pracowano nad drugą częścią, Spider-Man: Beyond the Spider-Verse, która ma mieć premierę w 2024 roku